# Peterozyma toletana
Peterozyma toletana är en svampart som först beskrevs av Socias, C. Ramírez & Peláez, och fick sitt nu gällande namn av Kurtzman & Robnett 20 10. Peterozyma toletana ingår i släktet Peterozyma, ordningen Saccharomycetales, klassen Saccharomycetes, divisionen sporsäcksvampar och riket svampar.   Inga underarter finns listade i Catalogue of Life.